# Joseph Reed
Pour les articles homonymes, voir Reed.
Joseph Reed (vers 1823 – 29 avril 1890), un Cornique de naissance, est l'un des architectes de l'époque victorienne les plus talentueux, prolifiques et influents de Melbourne, en Australie. Il y a créé en 1853 son agence d'architecture, qui, à travers divers partenariats et changements de nom, existe encore aujourd'hui sous le nom de Bates Smart (en), ce qui en fait l'une des plus anciennes entreprises encore en activité du pays.

## Biographie
Joseph Reed est né en Cornouailles, sans doute en 1823. Il a peut-être commencé sa carrière dans la région et on sait qu'il a travaillé dans les ateliers londoniens de certains architectes renommés. Il se lance dans une nouvelle carrière en Australie à 30 ans, arrive à Melbourne en 1853 et s'y fait très vite un nom. L'année suivante, il remporte le concours d'architecture pour la Bibliothèque d'État du Victoria, puis celui de l'hôtel de ville de Geelong (en) en 1855 et conçoit le siège de la banque de Nouvelle-Galles du Sud (en) sur Collins Street en 1856. En 1862, il s'associe à Frederick Barnes (1824-1884).
Après le retrait de Barnes de ce partenariat en 1883, Reed est rejoint par A.M. Henderson et F.J. Smart. Henderson s'en est retiré en 1890, l'année de la mort de Reed et l'agence est devenue plus tard Bates, Peebles & Smart.
Tard dans sa vie, Reed a rencontré Hannah Elliot Lane, qu'il a épousée le 26 mars 1885. Ils n'ont pas eu d'enfants.
À la fin des années 1880, Reed a eu des difficultés financières dus à la spéculation foncière, ce qui aurait affecté sa santé au point qu'il est mort « d'inanition et d'épuisement » le 29 avril 1890.

## Expression architecturale
Les bâtiments de Reed représentent un ensemble impressionnant d'œuvres, dans une gamme de styles alors populaires, chacun étant un bel essai dans l'idiome choisi. Il a conçu des bâtiments dans les styles néo-classique, néo-Renaissance, néo-gothique, italianisant, baroque, Second Empire, roman et Queen Anne Revival (en), et bien sûr, comme les architectes typiques du XIXe siècle, dans le style composite mélangeant plusieurs styles historiques.
Lors d'une voyage en Europe en 1863, il a découvert de première main l'architecture médiévale tardive en brique de la Lombardie, source de l'audacieuse brique polychrome néo-gothique déjà populaire en Angleterre, qu'il exprima bientôt dans ses créations pour l'Église indépendante sur Collins Street, celle de St Jude à Carlton et le domaine Rippon Lea (en) de Frederick Thomas Sargood (en) à Elsternwick (en). Ces œuvres sont la première expression de la brique polychrome  italienne médiévale dans l'État de Victoria, où elle a acquis une énorme popularité dans les années 1880.
Ses œuvres majeures comprennent la bibliothèque d'État du Victoria, de style  néo-classique (1856), l' église indépendante de Collins Street (1867), le  domaine Rippon Lea de Frederick Sargood (1868) et la Chambre des métiers de Melbourne (1873). Le style gothique sévère de l'église écossaise (1871-4) de l'autre côté de la route contraste avec le roman polychrome de Rippon Lea et de l'église indépendante ; sa flèche énergique est restée dans les   dernières décennies du XIXe siècle la plus haute structure de Melbourne. Le bâtiment de la chambre des métiers est grandiose, la plus ancien et probablement le plus splendide du monde. Dans le style Second Empire à la mode , Reed a également conçu l'hôtel de ville de Melbourne (1870) tandis que le Palais royal des expositions (classé au patrimoine mondial), achevé pour l'Exposition internationale de 1880, comporte un dôme florentin. Reed a terminé la construction de la cathédrale anglicane Saint-Paul sur les plans de William Butterfield après que celui-ci a démissionné du projet en 1884. Reed est resté fidèle à la conception originale, et a fourni la plupart des meubles, y compris la chaire élaborée et la salle capitulaire attenante, dans un style correspondant.

## Liste d'œuvres
- Bibliothèque d'État du Victoria (conçue en 1854, construite en plusieurs étapes)
- Église baptiste de Collins Street (1854)
- Hôtel de ville de Geelong (en) (1855)
- Bank of New South Wales, Collins St (1856) (façade transférée à l'Université de Melbourne en 1935)
- Église Wesley (1857)
- 182-186 George Street, Melbourne Est (1857)
- Bâtiment de la Royal Society of Victoria (1858)
- 157 Hotham Street, East Melbourne (1861) (attribué)
- Commercial Banking Company of Sydney (1862), démolie en 1956
- Église indépendante (1866)
- L'hôtel Menzies (1867), démoli en 1970
- Domaine Rippon Lea (1868)
- Hôtel de ville de Melbourne (1869)
- Mission méthodiste de Carlton, maintenant Église de toutes les nations, Palmerston St, Carlton (1870)
- Chambre des métiers de Melbourne (1873)
- Église écossaise (1873)
- Bank of Australasia (plus tard ANZ), Collins Street (1876)
- École de la rue Faraday, Carlton (1876)
- Académie de musique, Bourke St East (1876). Rebaptisée Théâtre Bijou en 1880, détruite par un incendie en 1889.
- Manoir Eildon, St Kilda (1877)
- Marché de l'Est (1877) (Reed & Barnes) (démoli vers 1960)
- Wilson Hall, Melbourne University (détruit par un incendie en 1952)
- Palais royal des expositions (1879)
- Ormond College, Université de Melbourne (1881)
- Église Holy Trinity, East St Kilda (1882–1889)
- Ancien bâtiment de pathologie, Université de Melbourne (1885)
- Église du Sacré-Cœur, St Kilda (1884)
- Nommé architecte superviseur de la cathédrale Saint-Paul de Melbourne (1884-1890)
- Édifice Lombard (15-17 rue Queen) (1887)
- Bâtiment Baldwin Spencer, Université de Melbourne (1887)
- Ancienne salle de conférence et galerie de physique, Université de Melbourne (1888)
- Domaine Redcourt (en), Armadale (1888)
- Salle capitulaire de la cathédrale Saint- Paul de Melbourne (1889)

## Galerie de photos

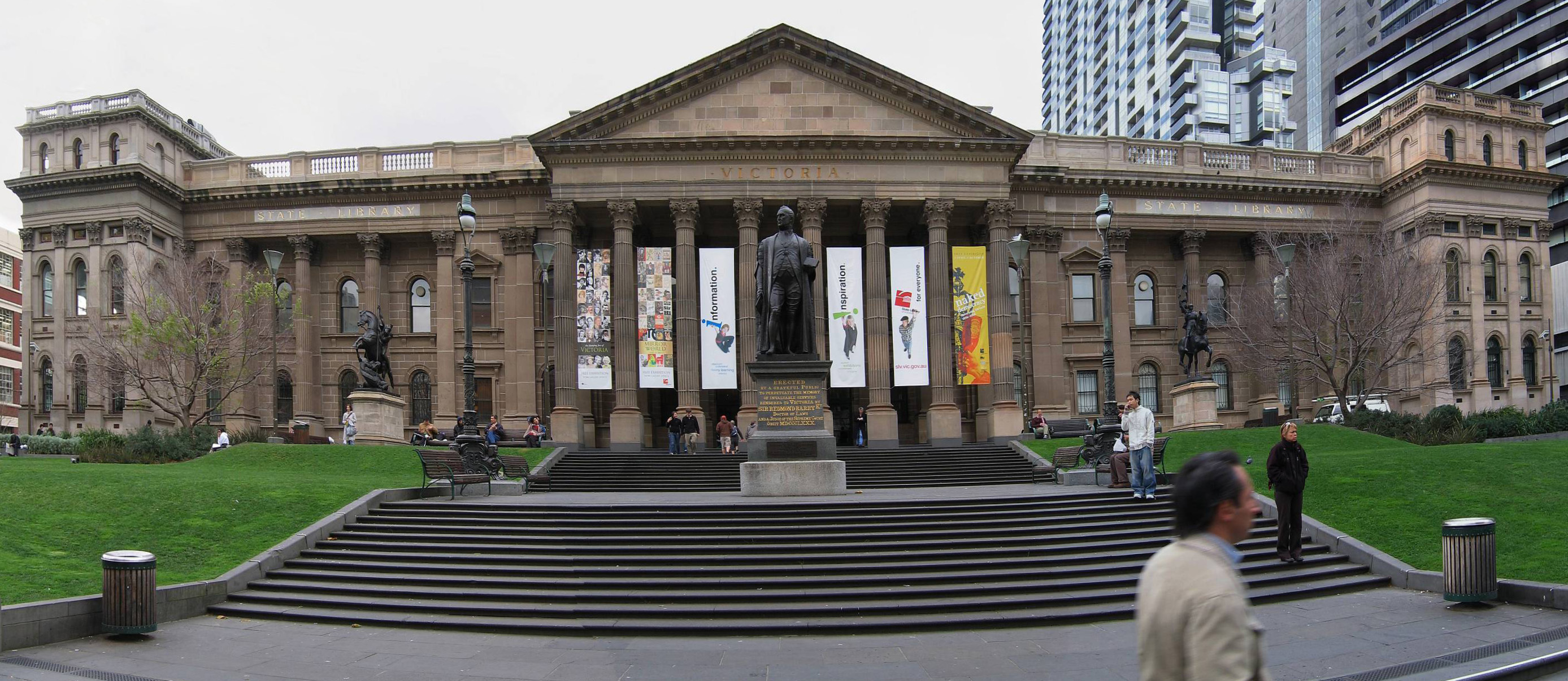
Bibliothèque d'État du Victoria. Swanston Street, Melbourne.
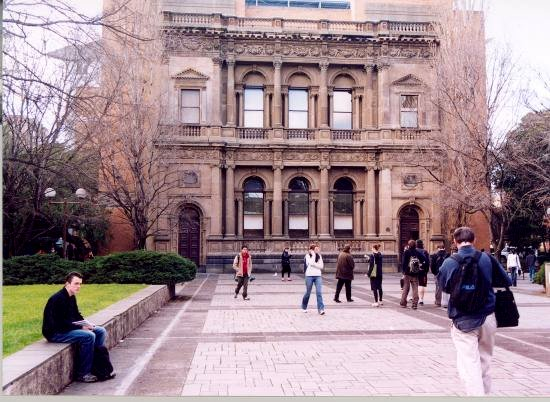
Ancienne Banque de Nouvelle-Galles du Sud. Façade transplantée de Collins Street à l'Université de Melbourne Union Lawn.
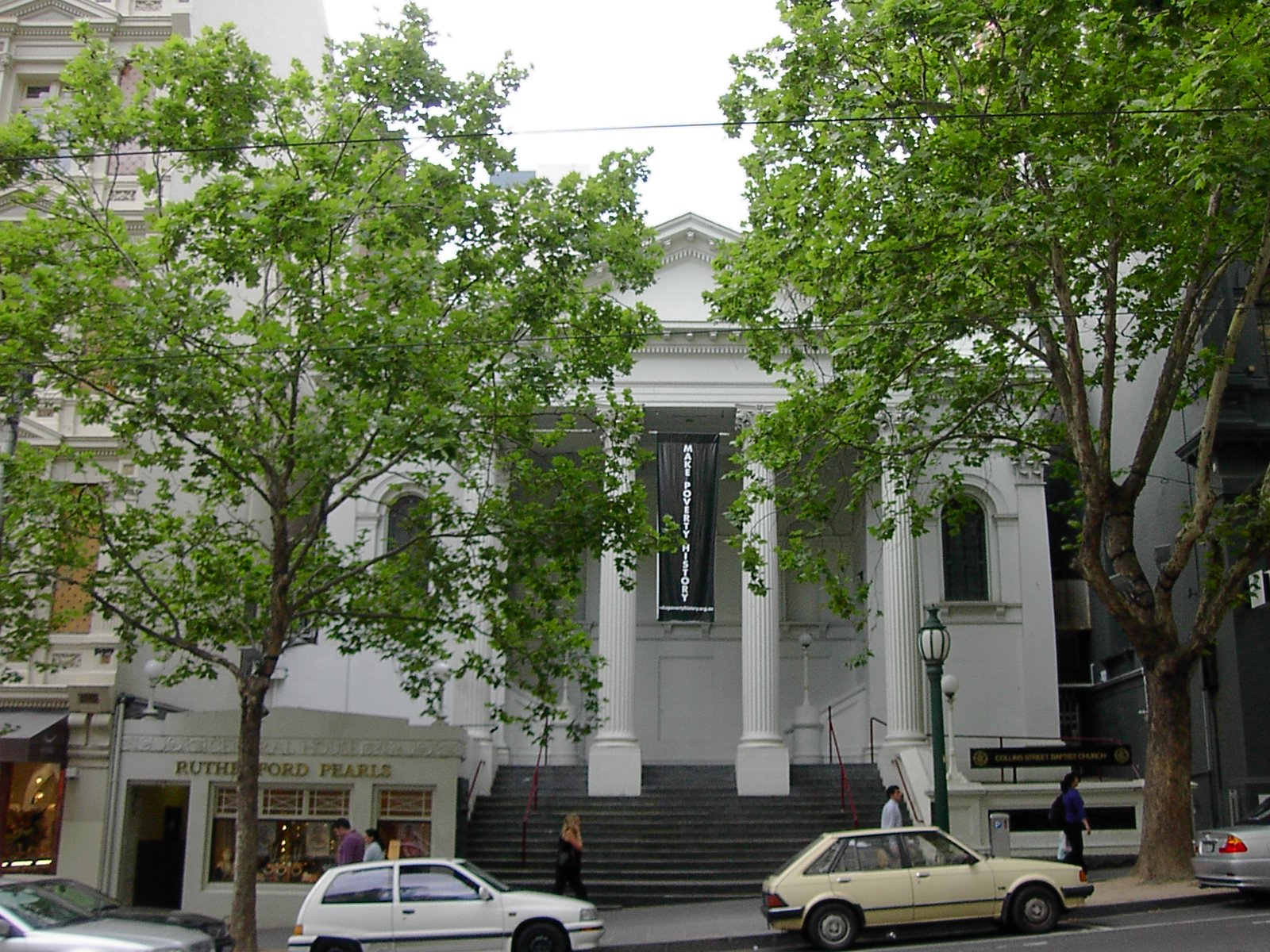
Église baptiste de Collins Street.
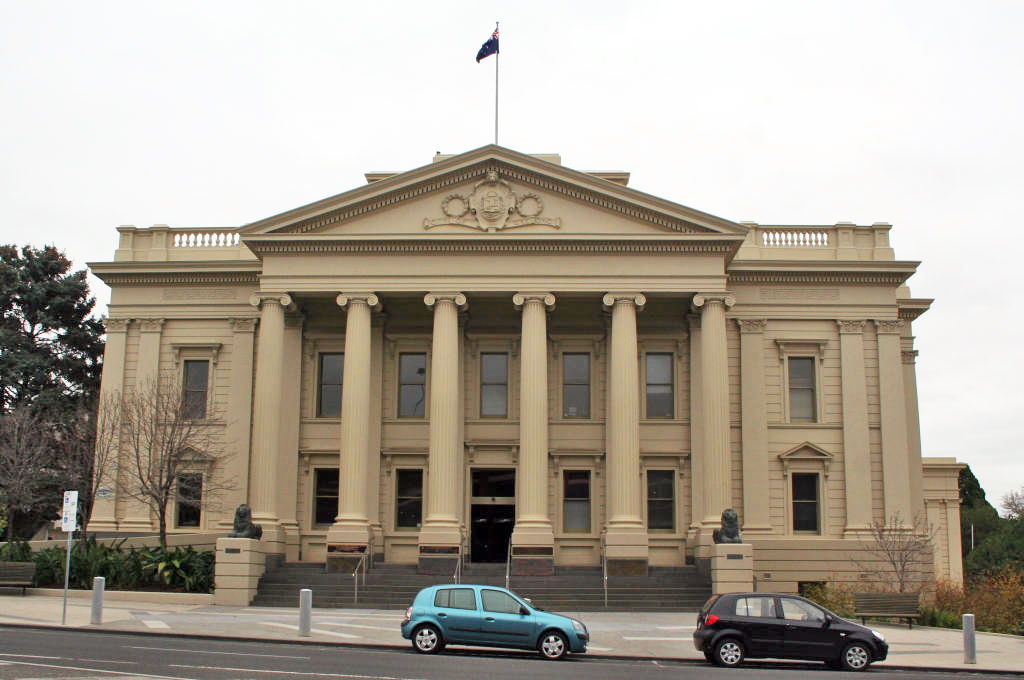
Hôtel de ville de Geelong (en).
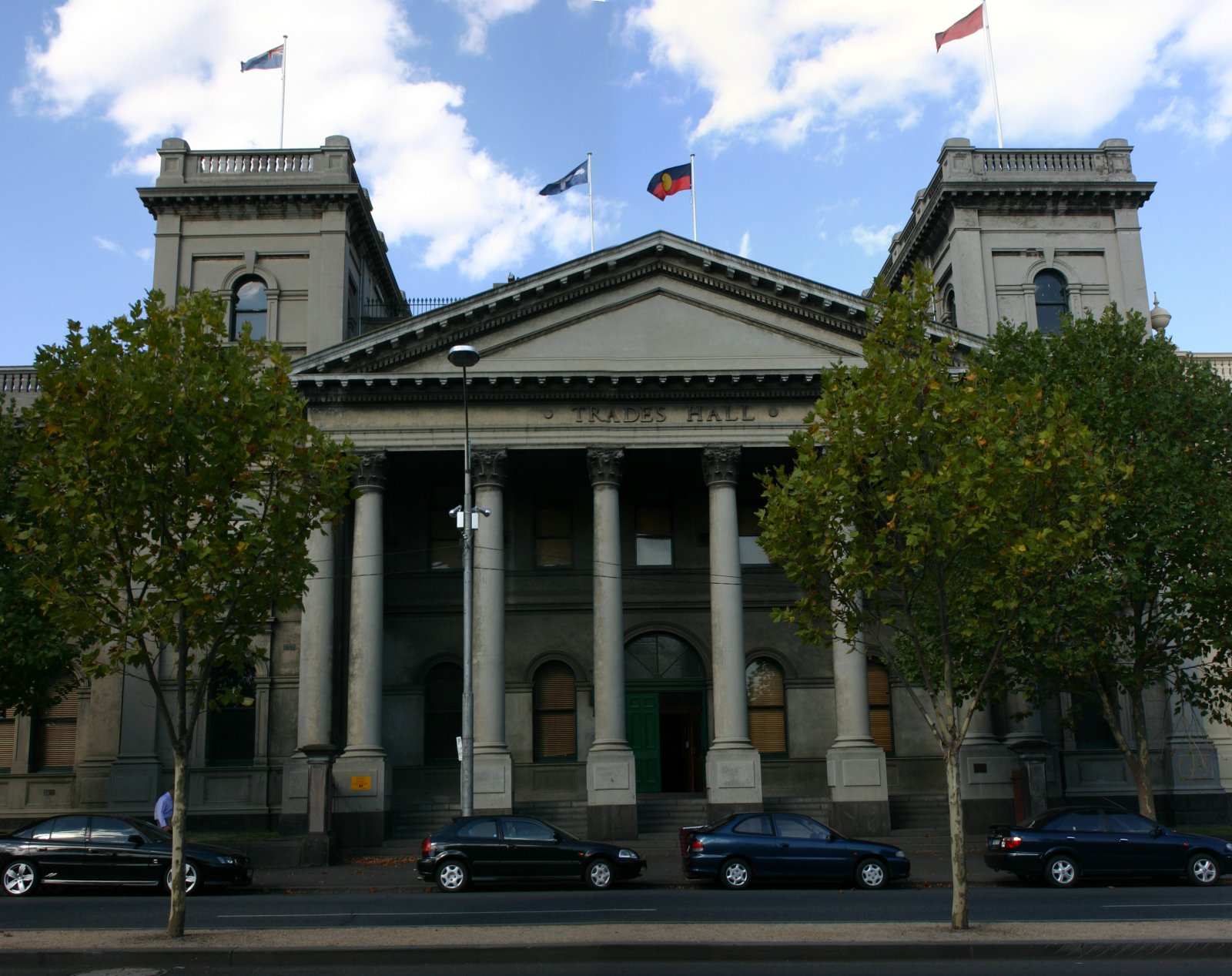
Chambre des métiers de Melbourne (en), Carlton.
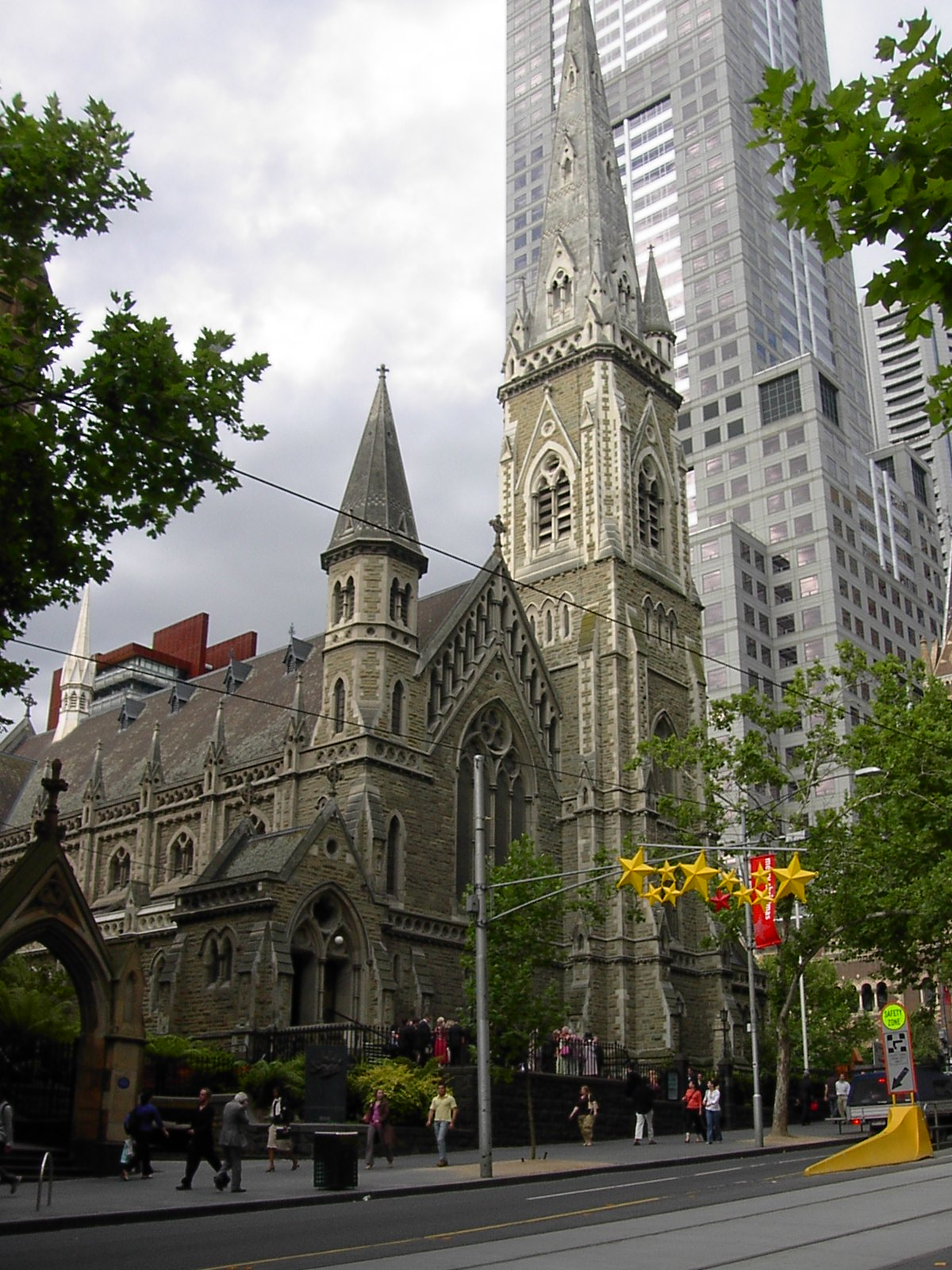
Église écossaise. Collins Street, Melbourne.
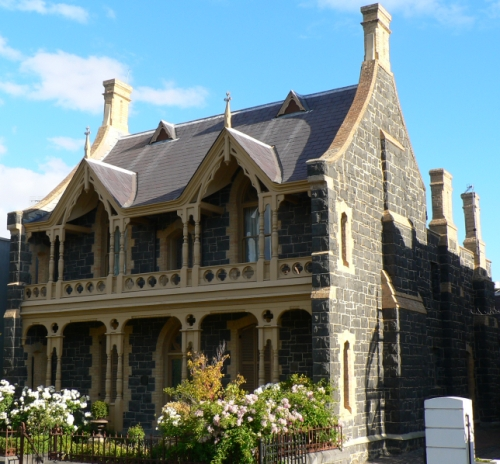
157 Hotham Street, Melbourne Est.
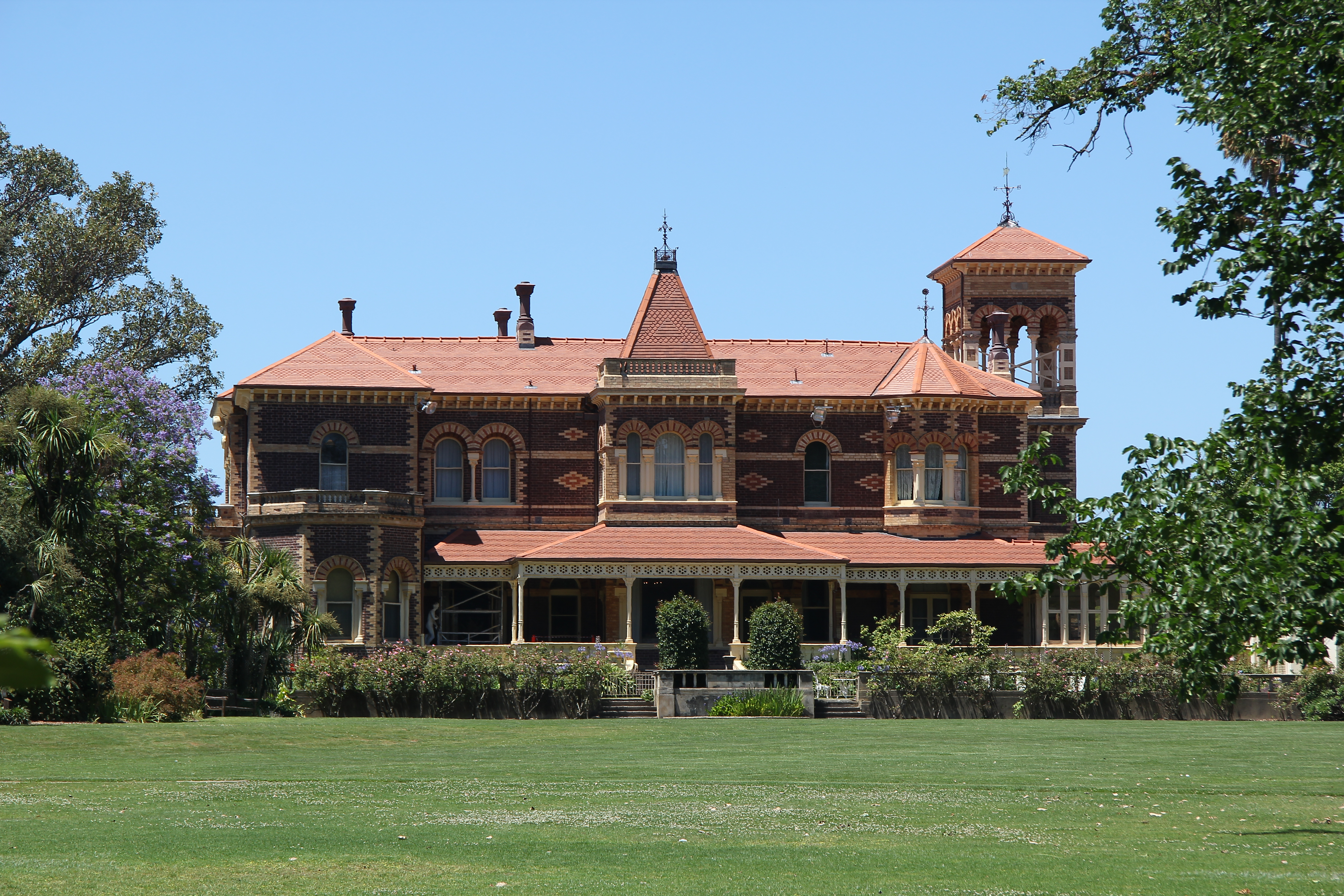
Domaine Rippon Lea (en). Elsternwick, Victoria.
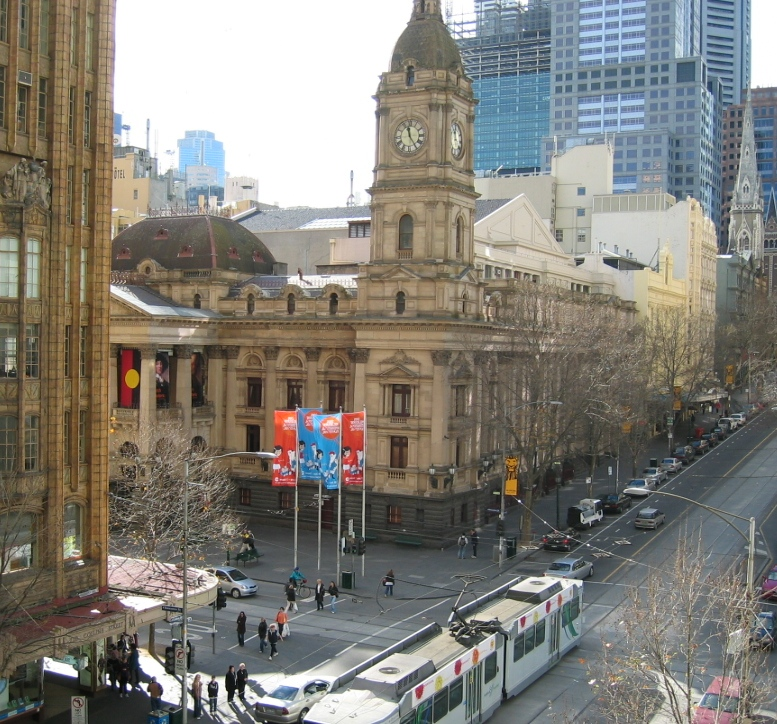
Hôtel de ville de Melbourne (en), Collins Street.
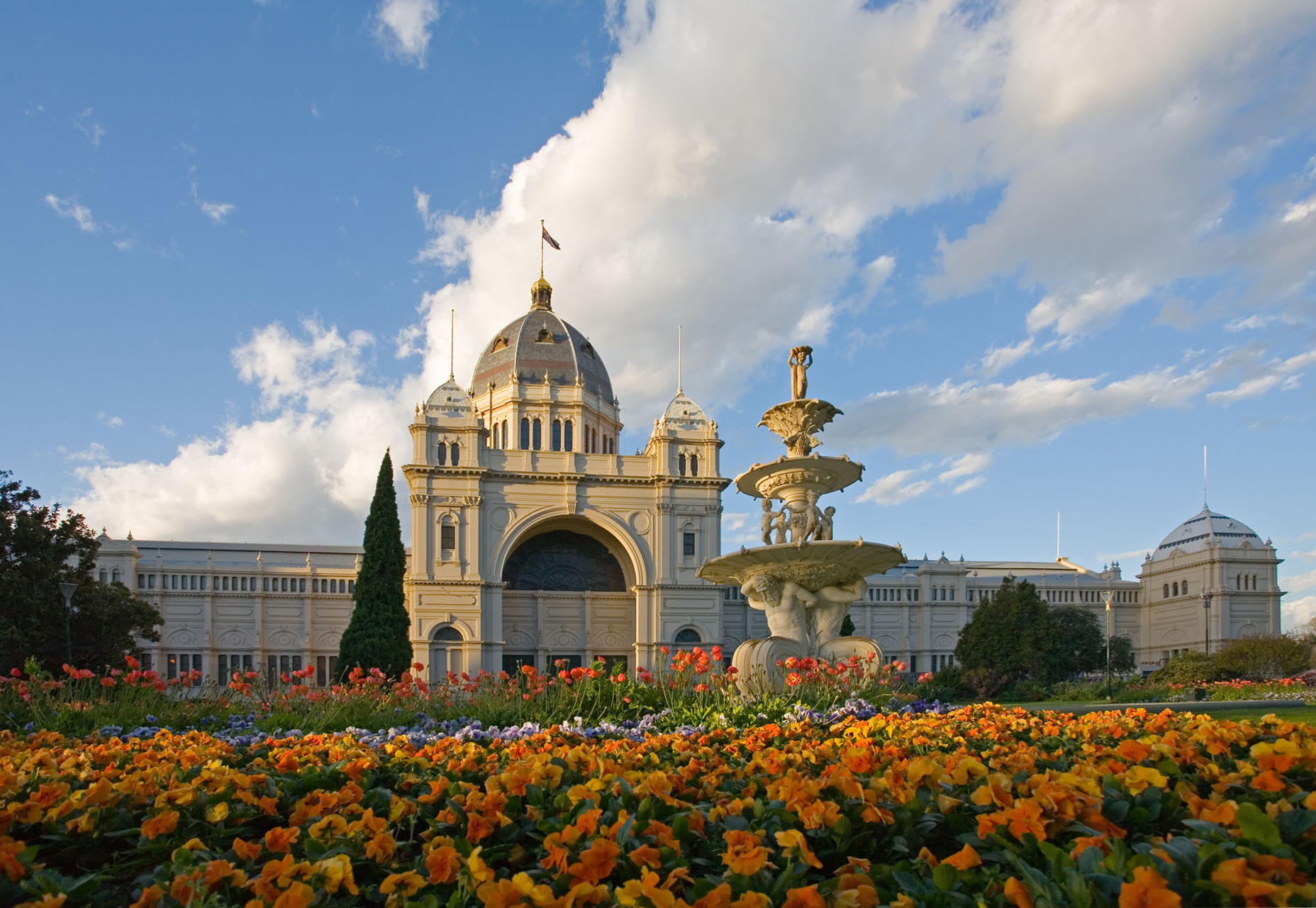
Palais royal des expositions, Carlton.
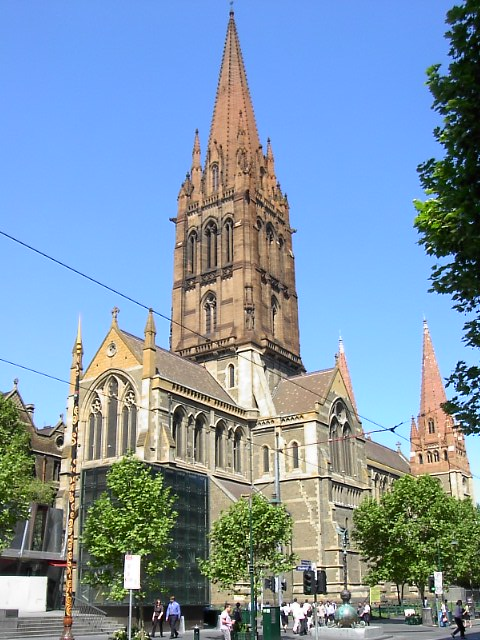
Cathédrale Saint-Paul de Melbourne, rue Flinders.
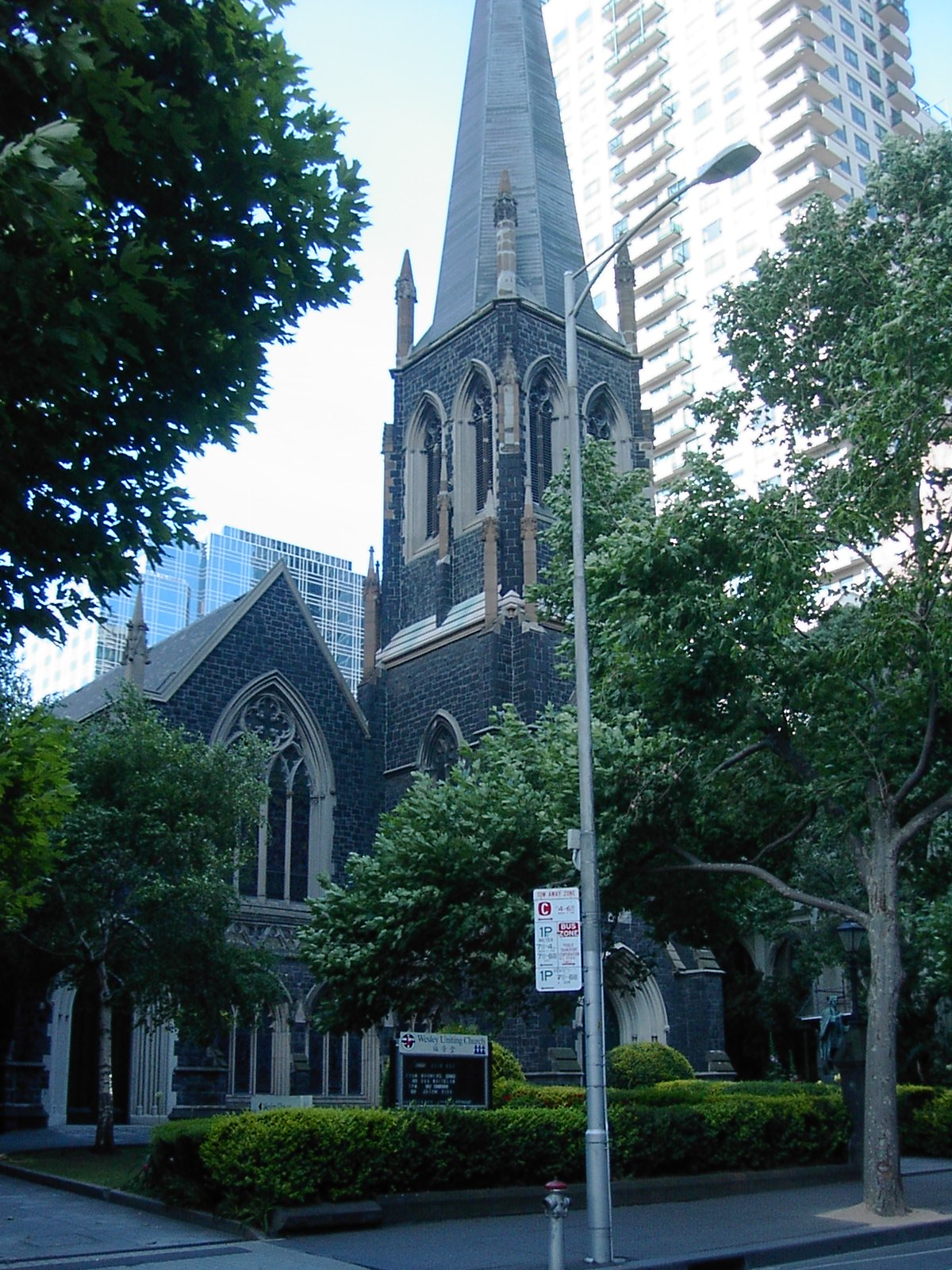
Église Wesley, Melbourne.
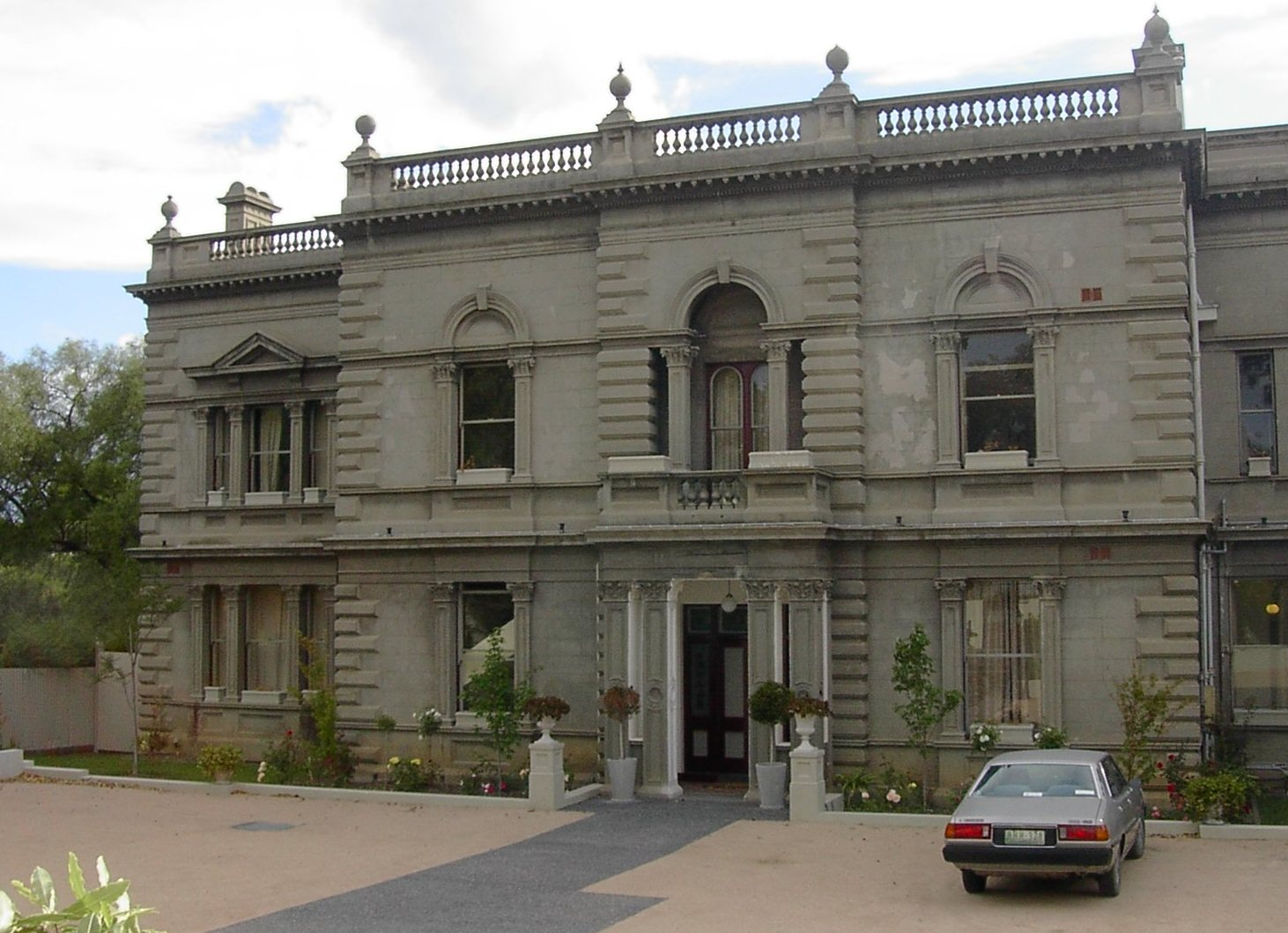
Manoir Eildon.
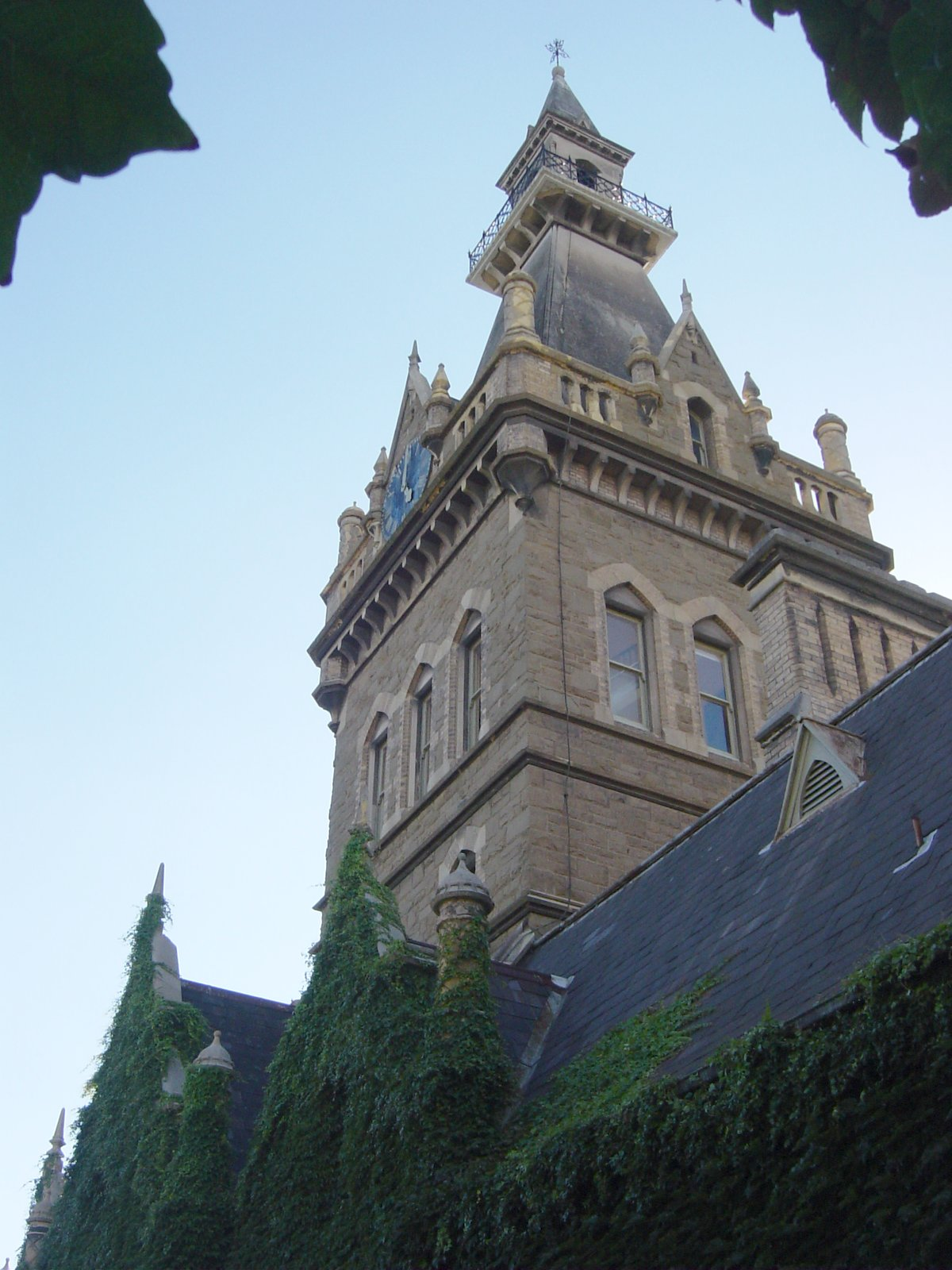
Ormond College Clock Tower, Université de Melbourne.
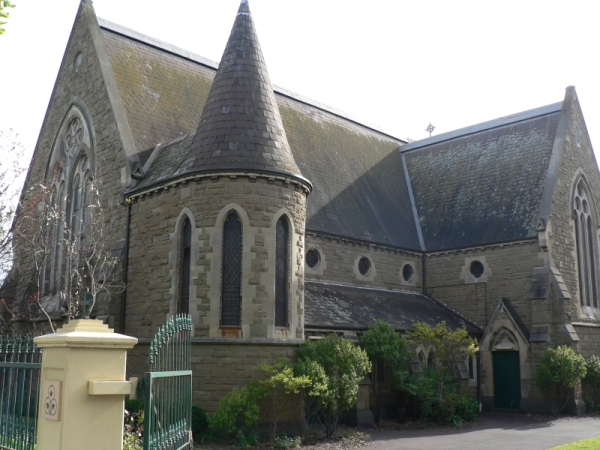
Église Holy Trinity, St Kilda.
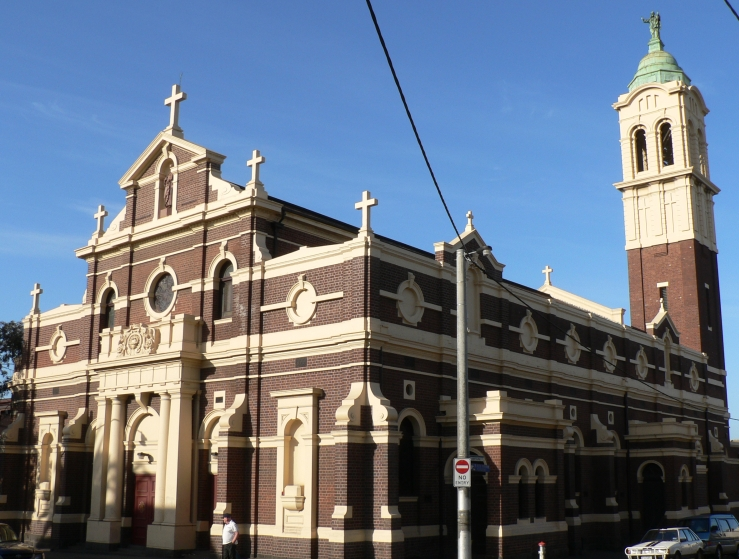
Église du Sacré-Cœur, St Kilda.
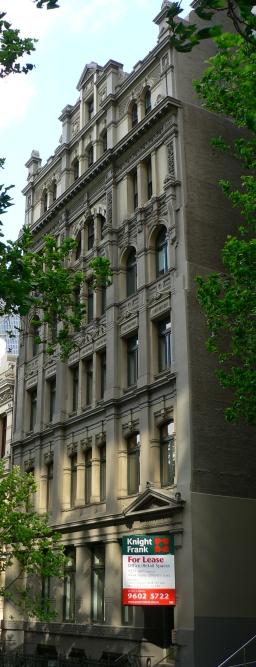
Bâtiment Lombard.
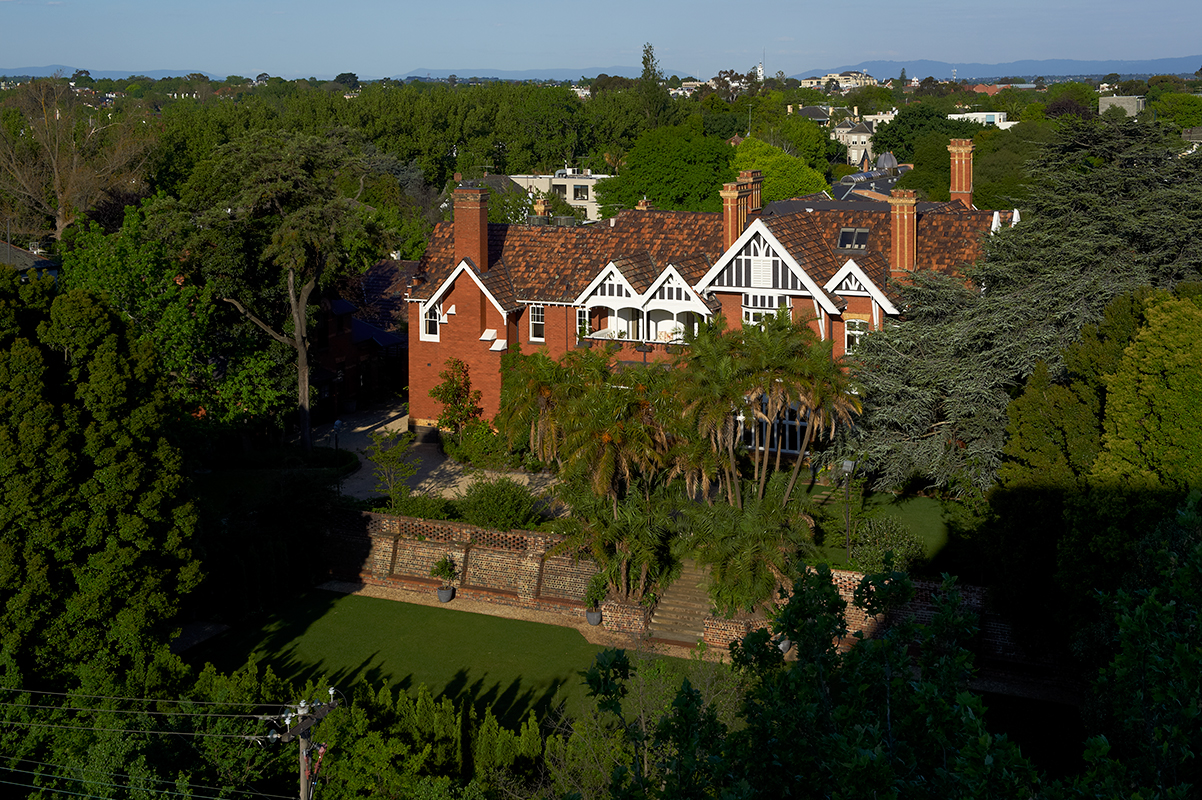
Domaine Redcourt (en), Armadale.